# Copa Ouro da CONCACAF de 1991
A Copa Ouro da CONCACAF de 1991 foi a primeira edição da Copa Ouro, o campeonato de futebol da América do Norte e Central e Caraibas (CONCACAF). A última vez que um campeonato da CONCACAF teve lugar foi em 1971, depois desse ano, os primeiros classificados do torneio de apuramento para o Campeonato do Mundo eram considerados os campeões do continente.
O torneio teve lugar nos Estados Unidos, na Califórnia, nas cidades de Los Angeles e Pasadena. As oito equipas foram divididas em dois grupos de quatro equipas; as duas melhores classificadas de cada grupo apuraram-se para as meias finais. A Copa Ouro foi conquistada pelos EUA, que eliminaram o México no jogo das meias finais, vencendo depois as Honduras nos pênaltis depois de um 0-0 no final do jogo.

## Fase de grupos

### Grupo A
| Seleção  | Pts | J | V | E | D | GP | GC | SG |
| -------- | --- | - | - | - | - | -- | -- | -- |
| Honduras | 5   | 3 | 2 | 1 | 0 | 10 | 3  | +7 |
| México   | 5   | 3 | 2 | 1 | 0 | 8  | 3  | +5 |
| Canadá   | 2   | 3 | 1 | 0 | 2 | 6  | 9  | -3 |
| Jamaica  | 0   | 3 | 0 | 0 | 3 | 3  | 12 | -9 |

| 28 de junho | Canadá            | 2 - 4     | Honduras                                                  | Los Angeles Memorial Coliseum, Los Angeles  |
|             | Mitchell 66', 80' | Relatório | Bennett 28' (pen) · Espinoza 34' · Calix 41' · Flores 51' | Público: 13 374 Árbitro: USA Arturo Angeles |

| 28 de junho | México                                                 | 4 - 1     | Jamaica  | Los Angeles Memorial Coliseum, Los Angeles     |
|             | Galindo 28', 54' (pen) · Zaguinho 36' · Hermosillo 58' | Relatório | Reid 39' | Público: 13 374 Árbitro: ATG Arlington Success |

| 30 de junho | Jamaica | 0 - 5     | Honduras                                                 | Los Angeles Memorial Coliseum, Los Angeles |
|             |         | Relatório | Calix 27', 51' · Zelaya 31' · Bennett 69' · Yearwood 89' | Público: 4 797 Árbitro: TRI Errol Forbes   |

| 30 de junho | Canadá     | 1 - 3     | México                                              | Los Angeles Memorial Coliseum, Los Angeles   |
|             | Lowery 83' | Relatório | Hermosillo 3' · de la Torre 40' · Galindo 89' (pen) | Público: 4 797 Árbitro: CRC Ronald Gutiérrez |

| 3 de julho | Jamaica               | 2 - 3     | Canadá                                    | Los Angeles Memorial Coliseum, Los Angeles     |
|            | Wright 42' · Reid 63' | Relatório | Mitchell 34' · Miller 54' · Limniatis 60' | Público: 36 703 Árbitro: SLV José Carlos Ortíz |

| 3 de julho | México         | 1 - 1     | Honduras  | Los Angeles Memorial Coliseum, Los Angeles |
|            | Hermosillo 57' | Relatório | Zelaya 9' | Público: 36 703 Árbitro: USA Jay Majid     |

### Grupo B
| Seleção           | Pts | J | V | E | D | GP | GC | SG |
| ----------------- | --- | - | - | - | - | -- | -- | -- |
| Estados Unidos    | 6   | 3 | 3 | 0 | 0 | 8  | 3  | +5 |
| Costa Rica        | 2   | 3 | 1 | 0 | 2 | 5  | 5  | 0  |
| Trinidad e Tobago | 2   | 3 | 1 | 0 | 2 | 3  | 4  | -1 |
| Guatemala         | 2   | 3 | 1 | 0 | 2 | 1  | 5  | -4 |

| 29 de junho | Costa Rica             | 2 - 0     | Guatemala | Rose Bowl, Pasadena                       |
|             | Gómez 14' · Flores 17' | Relatório |           | Público: 18 435 Árbitro: CAN Mike Siefert |

| 29 de junho | Estados Unidos          | 2 - 1     | Trinidad e Tobago | Rose Bowl, Pasadena                            |
|             | Murray 85' · Balboa 87' | Relatório | Lewis 67'         | Público: 18 435 Árbitro: SLV José Carlos Ortíz |

| 1 de julho | Trinidad e Tobago      | 2 - 1     | Costa Rica | Rose Bowl, Pasadena                            |
|            | Lewis 38' · Thomas 89' | Relatório | Medford 6' | Público: 6 344 Árbitro: MEX José Antonio Garza |

| 1 de julho | Guatemala | 0 - 3     | Estados Unidos                       | Rose Bowl, Pasadena                           |
|            |           | Relatório | Murray 11' · Quinn 46' · Wynalda 52' | Público: 6 344 Árbitro: ATG Arlington Success |

| 3 de julho | Trinidad e Tobago | 0 - 1     | Guatemala | Los Angeles Memorial Coliseum, Los Angeles |
|            |                   | Relatório | Espel 89' | Público: 36 703 Árbitro: HON José Fuentes  |

| 3 de julho | Estados Unidos                                    | 3 - 2     | Costa Rica              | Los Angeles Memorial Coliseum, Los Angeles        |
|            | Vermes 6' · Pérez 49' (pen) · Marchena 59' (g.c.) | Relatório | Arguedas 30' · Jara 33' | Público: 36 703 Árbitro: MEX Arturo Brizio Carter |

## Fase final
|  | Semifinais               | Semifinais               |       |                          | Final                    | Final |  |
|  |                          |                          |       |                          |                          |       |  |
|  | 5 de julho - Los Angeles |                          |       |                          |                          |       |  |
|  | Estados Unidos           | 2                        |       |                          |                          |       |  |
|  | México                   | 0                        |       |                          |                          |       |  |
|  |                          |                          |       |                          |                          |       |  |
|  |                          |                          |       |                          | 7 de julho - Los Angeles |       |  |
|  |                          |                          |       |                          | Estados Unidos (pen)     | 0 (4) |  |
|  |                          | Honduras                 | 0 (3) |                          |                          |       |  |
|  |                          |                          |       |                          |                          |       |  |
|  |                          |                          |       |                          |                          |       |  |
|  |                          |                          |       |                          | Terceiro lugar           |       |  |
|  | 5 de julho - Los Angeles | 5 de julho - Los Angeles |       | 7 de julho - Los Angeles | 7 de julho - Los Angeles |       |  |
|  | Honduras                 | 2                        |       | México                   | 2                        |       |  |
|  | Costa Rica               | 0                        |       |                          | Costa Rica               | 0     |  |

### Semifinais
| 5 de julho | Estados Unidos         | 2 - 0     | México | Los Angeles Memorial Coliseum, Los Angeles     |
|            | Doyle 48' · Vermes 64' | Relatório |        | Público: 41 103 Árbitro: SLV José Carlos Ortiz |

| 5 de julho | Honduras                 | 2 - 0     | Costa Rica | Los Angeles Memorial Coliseum, Los Angeles  |
|            | Bennett 37' · Flores 79' | Relatório |            | Público: 41 703 Árbitro: USA Arturo Angeles |

### Terceiro lugar
| 7 de julho | México                  | 2 - 0     | Costa Rica | Los Angeles Memorial Coliseum, Los Angeles |
|            | Farfán 9' · Galindo 89' | Relatório |            | Público: 41 103 Árbitro: TRI Errol Forbes  |

### Final
| 7 de julho | Estados Unidos | 0 - 0 (pro) | Honduras | Los Angeles Memorial Coliseum, Los Angeles        |
|            |                | Relatório   |          | Público: 41 103 Árbitro: MEX Arturo Brizio Carter |

|                                                         |       | Penalidades                                                  |  |
| Balboa Vermes Pérez Caligiuri Eck Quinn Kinnear Clavijo | 4 - 3 | Castro Anariba Yearwood Flores Zapata Cálix Vallejo Espinoza |  |

## Premiação
| Copa Ouro da CONCACAF de 1991      |
| Estados Unidos                     |
| ---------------------------------- |
| ESTADOS UNIDOS Campeão (1º título) |

## Melhores marcadores
4 golos
- Benjamin Galindo

3 golos
- Dale Mitchell
- Eduardo Bennett
- Luis Calix
- Carlos Hermosillo